# Volto di Cristo

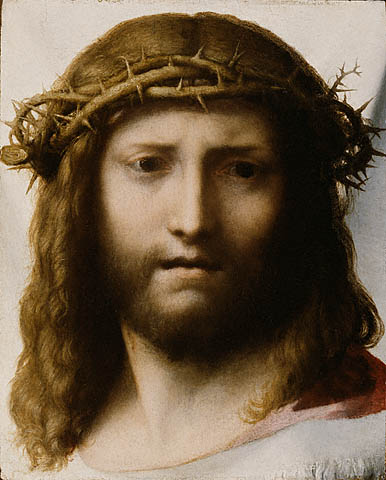
La Testa di Cristo del Getty

Il Volto di Cristo è un dipinto a olio su tavola (24x18 cm) di Correggio, databile al 1518 circa e conservato nel Museo civico di Correggio.

## Storia e descrizione
Figura centrale di questa tavoletta è la testa di Cristo incoronato di spine, che si volge a guardare, quasi parlando, verso un interlocutore fuori dallo spazio. La tipologia è vicina alla Testa di Cristo del Getty Museum, così come i pigmenti. Non si conosce il committente dell'opera che è stata inizialmente attribuita al Correggio da Roberto Salvini, in una lettera del 1972. Risulta copiata splendidamente in un dipinto di Pierre Mignard (sec. XVII) e un'altra copia è presente nella raccolta dell'Accademia dei Concordi di Rovigo.
Apparsa sul mercato e riconosciuta da Eugenio Riccòmini la tavoletta fu acquistata dalla Fondazione Il Correggio nel 1996. Le vicende conservative ne compromettono la buona lettura, aiutata peraltro dal recente restauro di M. Parlatore. Pareri favorevoli all'autografia sono stati espressi da S. Béguin, Cecil Gould, M. Di Gimapaolo, A. Muzzi, mentre è stata pubblicata con riserve da D. Ekserdjian.